# Хто вбив капітана Алекса?
Хто вбив капітана Алекса? (англ. Who Killed Captain Alex?) — угандійський бойовик. Режисер і продюсер Ісак Набвана. Знятий на низкобюджетной студії в Wakaliwood в Кампалі, Уганда. Фільм отримав вірусну популярність як безбюджетий бойовик.

## Сюжет
Капітан Алекс, кращий солдат місцевої армії, вирушає на операцію, щоб покінчити з жорстокою Тигровою мафією — бандитською групою, яка контролює місто Кампала. Тигрова мафія очолюється людиною на ім'я Річард.

## Фільм та Україна
17 травня 2022 року на відеохостинг YouTube був завантажений відеоролик під назвою "Хто вбив капітана Алекса УКРАЇНСЬКОЮ". Це відео є українською локалізацією фільму.